# 윌리엄 & 케이트
《윌리엄 & 케이트》(영어: William & Kate)는 2011년 개봉한 미국의 영화이다.

## 배경
'윌리엄 & 케이트: 더 무비'는 윌리엄 왕자와 케이트 미들턴(현재 웨일스 공주)의 관계를 다룬 두 편의 미국 TV 영화 중 첫 번째 작품으로, 마크 로스먼이 감독하고 낸시 실버스가 각본을 썼다. 비평가들의 혹평에도 불구하고 시청률에서는 성공을 거두었다. 이 영화는 윌리엄 왕자와 케이트 미들턴의 결혼식을 11일 앞둔 2011년 4월 18일에 공개되었다.
주요 촬영은 로스앤젤레스에서 이루어졌으며, 일부 장면은 영국에서 촬영되었다. 케이트 미들턴 역에는 영국 출신 배우 카밀라 러딩턴이, 윌리엄 왕자 역에는 뉴질랜드 배우 니코 에버스-스윈델이 캐스팅되었다. 영화는 윌리엄 왕자와 케이트 미들턴이 만나 사랑에 빠지고 결혼에 이르는 과정을 보여준다. 영화에는 윌리엄 왕자, 케이트 미들턴 외에도 왕족과 주변 인물들이 등장하여 두 사람의 관계를 둘러싼 다양한 갈등과 사건들을 그린다. 
하지만, 영화는 비평가들로부터 혹평을 받았으며, 미국 배우들의 캐스팅, 일부 장면의 어색함, 그리고 주요 촬영을 미국에서 진행했다는 점 등이 비판받았다. 일부 언론에서는 영화를 “끔찍하다”, “세상에 둘도 없는 어처구니없는 장면들이 등장한다”, “영화라는 것 외에는 칭찬할 게 없다” 등 혹평을 쏟아냈다.

## 한국판 성우진(KBS)
- 임채헌 - 윌리엄(니코 에버스스윈덜)
- 박지윤 - 케이트(커밀라 러딩턴)
- 이선영 - 실리아(빅토리아 테넌트)
- 온영삼 - 더럼 교수(스티븐 마쉬)
- 장광 - 찰스(벤 크로스)
- 차명화 - 캐롤(세레나 스콧 토마스)
- 원호섭 - 마이클(크리스토퍼 코신스)
- 안용욱 - 이안(조너선 우드)
- 윤세웅 - 데릭(리처드 레이드)
- 최정호 - 트레버(테오 크로스)
- 최창석 - 해리(저스틴 헤론)
- 은정 - 바네사(루이스 린튼)
- 오인실 - 올리비아(사만다 휘태커)
- 안소이 - 마가렛(트릴비 글로버)
- 양유진 - 피파(메리 앨리스 헤이든)